# Gnocchi alla sorrentina
Gli gnocchi alla sorrentina sono un piatto tipico della cucina campana che ha origine nell'area di Sorrento.

## Preparazione e ingredienti
Sono preparati con gnocchi fatti di patate, farina e acqua, cotti e conditi con salsa di pomodoro, fiordilatte, parmigiano e basilico. Quindi, sono infornati in un piccolo tegame di coccio (pignatiello), nel quale vengono poi serviti, molto caldi.
In Campania gli gnocchi venivano detti strangulaprievt da cui l'impropria traduzione nell'odierno strangolapreti; tuttavia l'etimo, seppur suggestivo, non è da ricondurre agli ordini religiosi, bensì a più antiche radici greche.